# 메리크리
〈메리크리〉(일본어: メリクリ ‘메리크리’[*])는 가수 보아의 싱글이다. 이 싱글은 한국에서는 3번째 싱글(타이틀은 〈Merry-Chri〉), 일본에서는 14번째 싱글로 동시 발매되었다. "메리크리"는 크리스마스 인사말인 "메리 크리스마스"의 줄임말이다.
싱글의 타이틀 〈メリクリ〉는 〈LISTEN TO MY HEART〉, 〈VALENTI〉를 작곡한 하라 가즈히로가 작곡했다. 일본에서 〈JEWEL SONG〉 이후 2년 만에 발매된 발라드 싱글인데, 연인에게 눈 내리는 겨울날 영원히 함께 하자고 당부하는 내용이 담긴 가사의 노래이다. 뮤직비디오는 보아가 촛불이 켜진 어두운 교회 안에서 검은 드레스를 입고 노래를 부르는 장면과, 이와 대비되는 밝은 톤의 보아의 과거 회상 장면으로 구성되어 있다. 뮤직비디오에 등장하는 교회는 홋카이도에 있는 안도 다다오의 물의 교회이다. 이 곡은 일본의 휴대전화 광고 음악으로 사용되었다. 노래가 발표된 2004년 이후에도 2005년 연말의 《FNS 가요제》, 2006년 연말의 《뮤직페어21》, 2007년 연말의 《사랑노래 2007》 등 발표 이후 많은 연말 프로그램에서 이 노래로 방송에 출연하여 보아의 대표 겨울 발라드 곡으로 자리매김해 가고 있다. 2007년 12월 31일 방송된 《NHK 홍백가합전》에서 보아는 이 곡과 또 다른 발라드 곡 〈LOVE LETTER〉를 엮어 "BoA 윈터 발라드 스페셜"이라는 이름으로 출연했다.
커플링 곡인 〈MEGA STEP〉은 보아가 작사에 참여했고, 운동화 브랜드 "SKECHERS"의 광고 음악으로 사용되었다. 또 다른 커플링 곡 〈THE CHRISTMAS SONG〉은 1946년 발표되어 큰 성공을 거둔 냇 킹 콜의 곡을 리메이크한 노래이다.
한국 발매반 〈Merry-Chri〉에는 〈メリクリ〉와 〈MEGA STEP〉이 한국어로 번안되어 수록되었고, 〈THE CHRISTMAS SONG〉도 그대로 수록되었다. 〈メリクリ〉와 〈MEGA STEP〉의 한국어 작사는 보아가 직접 맡았다. 특히 한국 발매반은 다른 CD 케이스들과 달리 패키지 형식으로 구성되어 가사집, CD와 함께 크리스마스 엽서, 2005년 달력 겸 포스터도 함께 들어 있다.
2005년 12월 15일에는 일본 발매반이 한국에 라이선스 발매되었다. 〈メリクリ〉는 정규 앨범에는 수록되지 않고, 2005년 2월 2일 발매된 베스트 앨범 《BEST OF SOUL》과 같은 해 12월 14일 발매된 디지털 앨범 《Merry Christmas From BoA》에 원곡과 "2005 winter MIX" 버전으로 수록되었다.
한편 2008년에는 〈メリクリ〉가 미국의 록밴드 위저에 의해 리메이크되어 그들의 정규 앨범 일본어판 보너스 트랙에 수록되기도 했다.

## 트랙리스트
| 일본 발매반 〈メリクリ〉   | 일본 발매반 〈メリクリ〉            | 일본 발매반 〈メリクリ〉                                                               | 일본 발매반 〈メリクリ〉                                                               | 일본 발매반 〈メリクリ〉 |
| 트랙                       | 수록곡                              | 작사·작곡·편곡                                                                         | 작사·작곡·편곡                                                                         |                          |
| -------------------------- | ----------------------------------- | -------------------------------------------------------------------------------------- | -------------------------------------------------------------------------------------- | ------------------------ |
| 01                         | メリクリ                            | 작사 : 강진화 / 작곡·편곡 : 하라 가즈히로                                              | 작사 : 강진화 / 작곡·편곡 : 하라 가즈히로                                              |                          |
| 02                         | MEGA STEP                           | 작사 : 보아, 와타나베 나츠미 / 작곡 : KIM HIROSHI 편곡 : YANAGIMAN                     | 작사 : 보아, 와타나베 나츠미 / 작곡 : KIM HIROSHI 편곡 : YANAGIMAN                     |                          |
| 03                         | THE CHRISTMAS SONG                  | 작사·작곡 : Melvin Torme, Robert Wells ⓒ1946 by CHAPPEL-MORRIS, LTD. / 편곡 : COLDFEET | 작사·작곡 : Melvin Torme, Robert Wells ⓒ1946 by CHAPPEL-MORRIS, LTD. / 편곡 : COLDFEET |                          |
| 04                         | メリクリ (Instrumental)             | 작곡·편곡 : 하라 가즈히로                                                              | 작곡·편곡 : 하라 가즈히로                                                              |                          |
| 05                         | MEGA STEP (Instrumental)            | 작곡 : KIM HIROSHI / 편곡 : YANAGIMAN                                                  | 작곡 : KIM HIROSHI / 편곡 : YANAGIMAN                                                  |                          |
| 한국 발매반 〈Merry-Chri〉 |                                     |                                                                                        |                                                                                        |                          |
| 트랙                       | 수록곡                              | 작사·작곡·편곡                                                                         | 작사·작곡·편곡                                                                         |                          |
| 01                         | 메리-크리 (Merry-Chri)              | 한국어 작사 : 보아 / 작곡·편곡 : 하라 가즈히로                                         | 한국어 작사 : 보아 / 작곡·편곡 : 하라 가즈히로                                         |                          |
| 02                         | MEGA STEP                           | 한국어 작사 : 윤정 / 작곡 : KIM HIROSHI 편곡 : YANAGIMAN                               | 한국어 작사 : 윤정 / 작곡 : KIM HIROSHI 편곡 : YANAGIMAN                               |                          |
| 03                         | THE CHRISTMAS SONG                  | 작사·작곡 : Melvin Torme, Robert Wells ⓒ1946 by CHAPPEL-MORRIS, LTD. / 편곡 : COLDFEET | 작사·작곡 : Melvin Torme, Robert Wells ⓒ1946 by CHAPPEL-MORRIS, LTD. / 편곡 : COLDFEET |                          |
| 04                         | 메리-크리 (Merry-Chri)_Instrumental | 작곡·편곡 : 하라 가즈히로                                                              | 작곡·편곡 : 하라 가즈히로                                                              |                          |
| 05                         | MEGA STEP_Instrumental              | 작곡 : KIM HIROSHI / 편곡 : YANAGIMAN                                                  | 작곡 : KIM HIROSHI / 편곡 : YANAGIMAN                                                  |                          |

## 차트 기록
〈メリクリ〉가 발매된 주에는 후쿠야마 마사하루, EXILE, BUMP OF CHICKEN 등 쟁쟁한 가수들이 많아, 42,012장의 판매량으로 첫째 주 순위 7위를 기록했다. 그러나 연말까지 줄곧 이 곡으로 활동하면서, 크리스마스를 앞둔 12월 21일 자 오리콘 일간 싱글 차트에서 2위를 기록하기도 했다. 이후 안정적인 하락폭을 보여주며 발매 이후 4주 연속으로 10위권을 유지했다. 판매량은 13만장대를 기록해 싱글 〈Shine We Are!/Earthsong〉 이후 1년 반만에 10만장을 돌파한 싱글이 되었고, 3개월 후에 발매된 첫 베스트 앨범 《BEST OF SOUL》에도 영향을 주었다.
오리콘 싱글 차트
| 차트                  | 최고 순위 | 총 판매량 | 차트 진입 횟수 |
| --------------------- | --------- | --------- | -------------- |
| 오리콘 일간 싱글 차트 | 2위       |           |                |
| 오리콘 주간 싱글 차트 | 5위       | 136,725장 | 11회           |
| 오리콘 연간 싱글 차트 | 74위      |           |                |